# Horreur analogique
 (janvier 2023).
La mise en forme du texte ne suit pas les recommandations de Wikipédia : il faut le « wikifier ».
Les points d'amélioration suivants sont les cas les plus fréquents. Le détail des points à revoir est peut-être précisé sur la page de discussion.
- Les titres sont pré-formatés par le logiciel. Ils ne sont ni en capitales, ni en gras.
- Le texte ne doit pas être écrit en capitales (les noms de famille non plus), ni en gras, ni en italique, ni en « petit »…
- Le gras n'est utilisé que pour surligner le titre de l'article dans l'introduction, une seule fois.
- L'italique est rarement utilisé : mots en langue étrangère, titres d'œuvres, noms de bateaux, etc.
- Les citations ne sont pas en italique mais en corps de texte normal. Elles sont entourées par des guillemets français : « et ».
- Les listes à puces sont à éviter, des paragraphes rédigés étant largement préférés. Les tableaux sont à réserver à la présentation de données structurées (résultats, etc.).
- Les appels de note de bas de page (petits chiffres en exposant, introduits par l'outil «  Source ») sont à placer entre la fin de phrase et le point final[comme ça].
- Les liens internes (vers d'autres articles de Wikipédia) sont à choisir avec parcimonie. Créez des liens vers des articles approfondissant le sujet. Les termes génériques sans rapport avec le sujet sont à éviter, ainsi que les répétitions de liens vers un même terme.
- Les liens externes sont à placer uniquement dans une section « Liens externes », à la fin de l'article. Ces liens sont à choisir avec parcimonie suivant les règles définies. Si un lien sert de source à l'article, son insertion dans le texte est à faire par les notes de bas de page.
- La présentation des références doit suivre les conventions bibliographiques. Il est recommandé d'utiliser les modèles {{Ouvrage}}, {{Chapitre}}, {{Article}}, {{Lien web}} et/ou {{Bibliographie}}. Le mode d'édition visuel peut mettre en forme automatiquement les références.
- Insérer une infobox (cadre d'informations à droite) n'est pas obligatoire pour parachever la mise en page.

Pour une aide détaillée, merci de consulter Aide:Wikification.
Si vous pensez que ces points ont été résolus, vous pouvez retirer ce bandeau et améliorer la mise en forme d'un autre article.
L'horreur analogique (en anglais analog horror) est un sous-genre du cinéma d'horreur et un dérivé du contenu vidéo de type « found footage ». Ayant pour origine des vidéos Internet horrifiques du début des années 2010,,, l'horreur analogique se caractérise par des graphismes de basse qualité, des messages cryptiques et des codes visuels rappelant la télévision et les enregistrements analogiques de la fin du XXe siècle (souvent entre les années 1960 et années 1990),.

## Caractéristiques
Les œuvres d'horreur analogiques se déroulent généralement entre les années 1960 et 1990. Son nom d'« horreur analogique » est fondé sur son incorporation d'éléments esthétiques liés à l'électronique analogique, tels que la télévision analogique et la VHS, qui est souvent le moyen de transmission par défaut de ce genre de contenus.
L'horreur analogique est également influencée par des films found footage, tels que Le Projet Blair Witch et la version originale de Hideo Nakata de Ring[réf. nécessaire]. Inland Empire de David Lynch a fortement influencé Petscop, un jeu en réalité alternée similaire à l'horreur analogique[réf. nécessaire].

## Histoire
L'horreur analogique pourrait être considérée comme descendant direct des légendes d'internet, les creepypastas. En effet, de nombreuses creepypastas ont anticipé les thèmes et la présentation de l'horreur analogique : on peut citer Ben Drowned et Godzilla NES, entre autres, qui présentaient déjà des images vidéos manipulées de médias « hantés », et Candle Cove (en), une creepypasta de 2009, axée sur une mystérieuse émission télévisée pour enfants.
Le premier exemple "concret" de l'horreur analogique serait Le projet Blair Witch. Ce film, sorti en 1999, utilise une technique de cinéma connu sous le nom de Found footage. Il raconte l'histoire de 3 étudiants qui partent dans les bois pour faire un documentaire sur la légende de la sorciére Blair.
Ce sous-genre est généralement cité comme provenant des vidéos Internet de la fin des années 2010 (principalement sur YouTube), gagnant en popularité avec la sortie de Local 58 de Kris Straub. La série, qui connaît rapidement un succès, inspirera plus tard des œuvres telles que The Mandela Catalogue ou The Walten Files.
En 2020, Netflix a annoncé sa propre série d'horreur, Archive 81 (basée sur un podcast du même nom), qui contient des éléments d'horreur analogique,. La série a été annulée après une seule saison,.

## Exemples

### Local 58

Local 58 est souvent crédité comme pionnier du genre.

Local 58, créé par Kris Straub, est une série de vidéos YouTube présentées comme des séquences authentiques extraites d'une station de télévision qui est continuellement détournée au cours de plusieurs décennies. Bien qu'il n'y ait pas d'intrigue principale dans cette série, chaque épisode semble inclure des messages cachés liés à l'observation de la Lune ou du ciel nocturne.
Local 58 est souvent crédité pour avoir créé et / ou popularisé l'horreur analogique,. De plus, la série est celle qui a nommé le genre, à partir de son slogan, « ANALOG HORROR AT 476 MHz » (« Horreur analogique à 476 mégahertz »).

### Gemini Home Entertainment
Gemini Home Entertainment est une série d'anthologie d'horreur de Remy Abode initialement sortie en 2019. Elle se concentre sur l’entreprise éponyme Gemini Home Entertainment, un distributeur fictif de cassettes VHS qui détaillent de nombreux incidents anormaux se produisant dans le monde entier, y compris les apparitions de diverses créatures extraterrestres dangereuses aux États-Unis et un assaut continu sur le système solaire par « The Iris », une planète voyou sensible qui a envoyé les entités sur Terre dans le cadre de ses efforts pour subjuguer la planète et l'humanité. La créature du « Woodcrawler » dans la série est fortement inspirée des monstre de la mythologie amérindiennes, des skinwalkers et du wendigo.

### The Mandela Catalogue

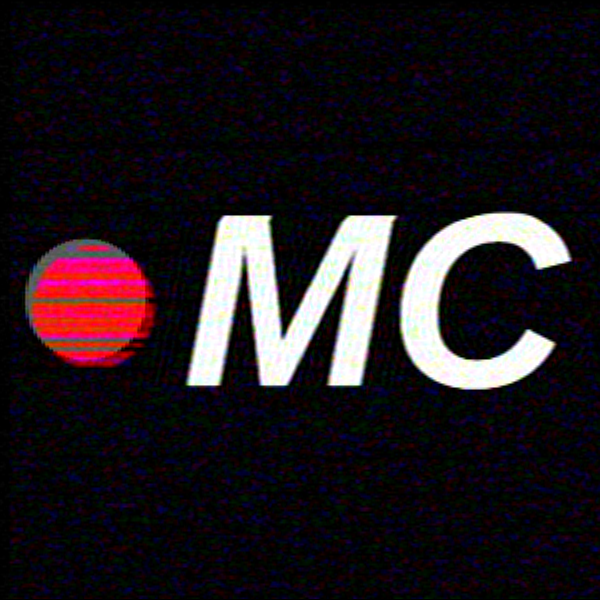
Le logo confirmé de la web-série "The Mandela Catalogue"

The Mandela Catalogue est une série de vidéos créées par Alex Kister. L'histoire se passe dans la région fictionnelle du Comté de Mandela, où des créatures connues sous le nom d'Alternates tentent de terroriser et tuer la population du comté en utilisant une méthode de torture psychologique connue comme M.A.D. (metaphysical awarness disorder: trouble de la conscience métaphysique) ou les Alternates rèvelent "des informations que l'on ne souhaite pas connaître". Les épisodes se déroulent de différentes manières. Passant de l'action en direct a des vidéos d'entraînement pour police par exemple.
The Mandela Catalogue est devenu populaire en ligne grâce à des vidéos d’analyse et de réaction.

### Marble Hornets
Marble Hornets est une web-série YouTube et JRA crée par Troy Wagner inspirée du mythe en ligne de Slender Man. La série suit Jay Merrick, un jeune homme qui tente de découvrir ce qui s'est passé pendant le tournage de Marble Hornets, un projet de film étudiant inachevé dirigé par son ami Alex Kralie. Il découvre ensuite qu'Alex se faisait traquer par une entité nommée l'Operateur. Les moments de jeux a réalitée alternée viennent d'une deuxiéme chaîne connectée a la série du nom de totheark.
En 2015, un film intitulé Always Watching: a Marble Hornets Story est sorti en cinema et pour diffusion en vidéo a la demande. La réception critique et celle des fans a été negative.

### The Walten Files
La série The Walten Files a été créée par Martin Walls et est disponible sur Youtube. C'est une série de cassettes VHS élaborée dans les années 1970 par Bunny Smiles Inc. et le restaurant Bon's Burgers, fondé par Jack Walten et Felix Kranken. Elle tire son inspiration du jeu d'horreur Five Nights at Freddy's, ce qui se manifeste par le fait que l'antagoniste est un lapin animatronique bleu nommé Bon.

### The Monument Mythos
The Monument Mythos est une websérie conçue par Alex Casanas. La série prend la forme de vidéos documenteurs centrées sur une Amérique d'un monde alternatif où divers événements se passent près de divers monuments américains, tel que la statue de la Liberté, le mont Rushmore, Alcatraz, etc. Mais aussi sur des célébrités américaines comme Washington ou Nixon, ce dernier est le thème principal de sa série spin-off, The Nixonverse.

### Boisvert
Les animations surréalistes de Boisvert ont été conçues par Parker Boisvert sous le pseudonyme de xreamy. Les thèmes abordés dans cette série portent sur l'isolation et la stabilité mentale.
Boisvert étant de l'horreur analogique est assez disputé, car contrairement à la norme, les graphismes de la série semblent plutôt à des esquisses. Mais certains disent que c'est de l'horreur analogique, car il a un travail de caméra sale et en direct parmi ses animations austères en noir et blanc.
Plusieurs personnages sont impliqués dans l'histoire de Boisvert. Il est compliqué de déchiffrer l'intrigue car elle est dissimulée dans des codes QR, du code Morse, du français, de l'hébreu et de la langue des signes américaine.

### Vita Carnis
Une mystérieuse famille taxonomique composée de huit espèces d'entités monstrueuses, toutes composées entièrement de viande, qui terrorisent le monde à la recherche d'humains et d'animaux à dévorer. Ils sont les sujets d'un culte mystérieux qui cherche à exploiter leurs propriétés pour le bien de l'humanité.

### The Boiled One Phenomenon
The Boiled One Phenomenon documente une chaîne de diffusion piratée créée par une mystérieuse organisation appelée Ephrata-228, discutant d'une interruption inquiétante qui a des conséquences désastreuses, et de sa source, la figure hideuse appelée The Boiled One.

### The Man in the suit
Une série d'univers alternatifs de Godzilla  décrivant de multiples incidents entourant plusieurs productions de Kaiju au cours des années 50 et 60. Où un homme a fusionné avec le costume de Godzilla lors du tournage du film, et devint le vrai Godzilla.